# Place du Général-Stefanik
Pour les articles homonymes, voir Stefanik.
Le place du Général-Stefanik est une voie située dans le quartier d'Auteuil du 16e arrondissement de Paris.

## Situation et accès

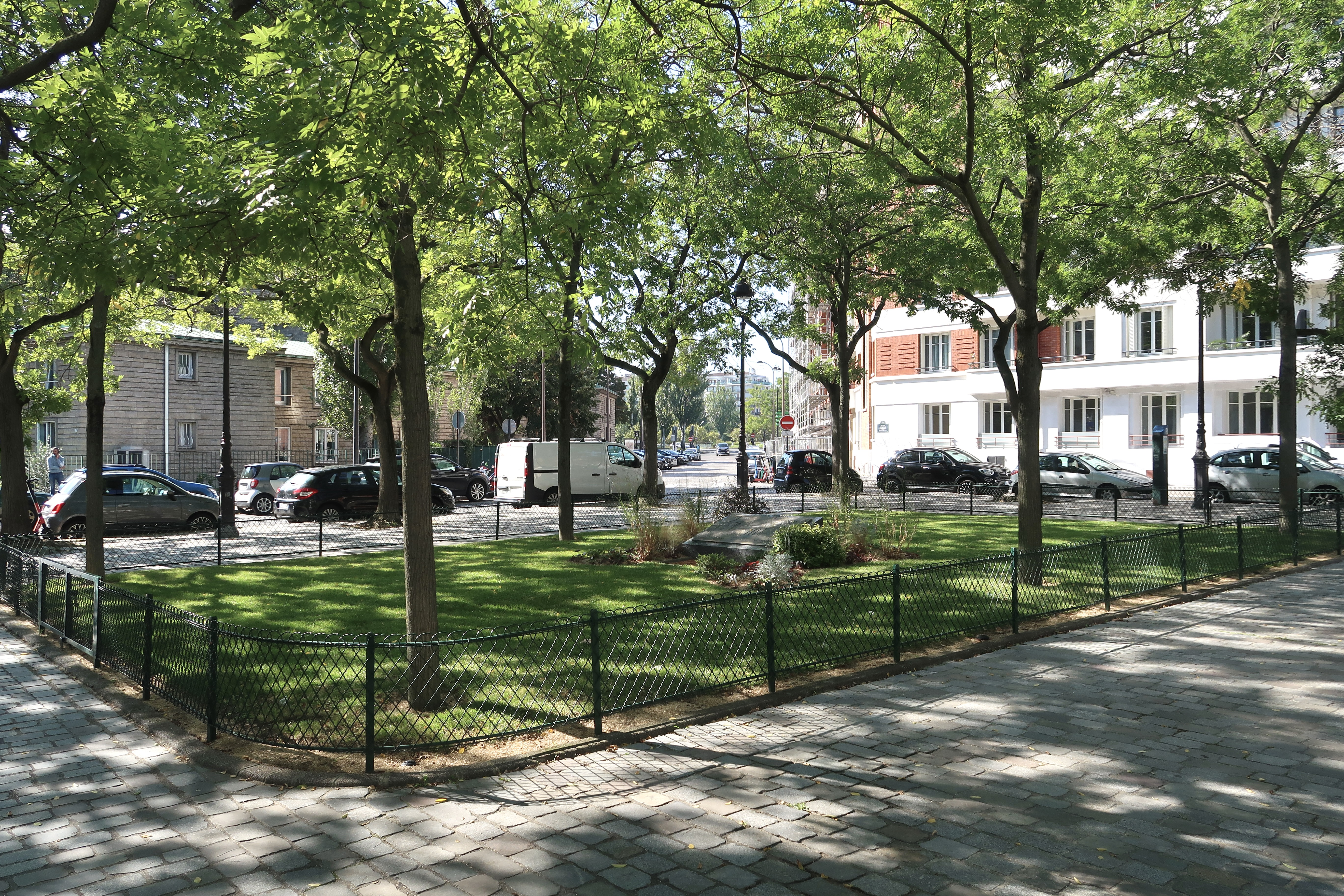

La place du Général-Stefanik est une voie publique située dans le 16e arrondissement de Paris. Elle est située au croisement du boulevard Murat et des rues du Sergent-Maginot, du Général-Roques et du Lieutenant-Colonel-Deport.
Elle comprend deux espaces verts séparés par une allée.
Le site est desservi par la station de métro Porte de Saint-Cloud.

## Origine du nom

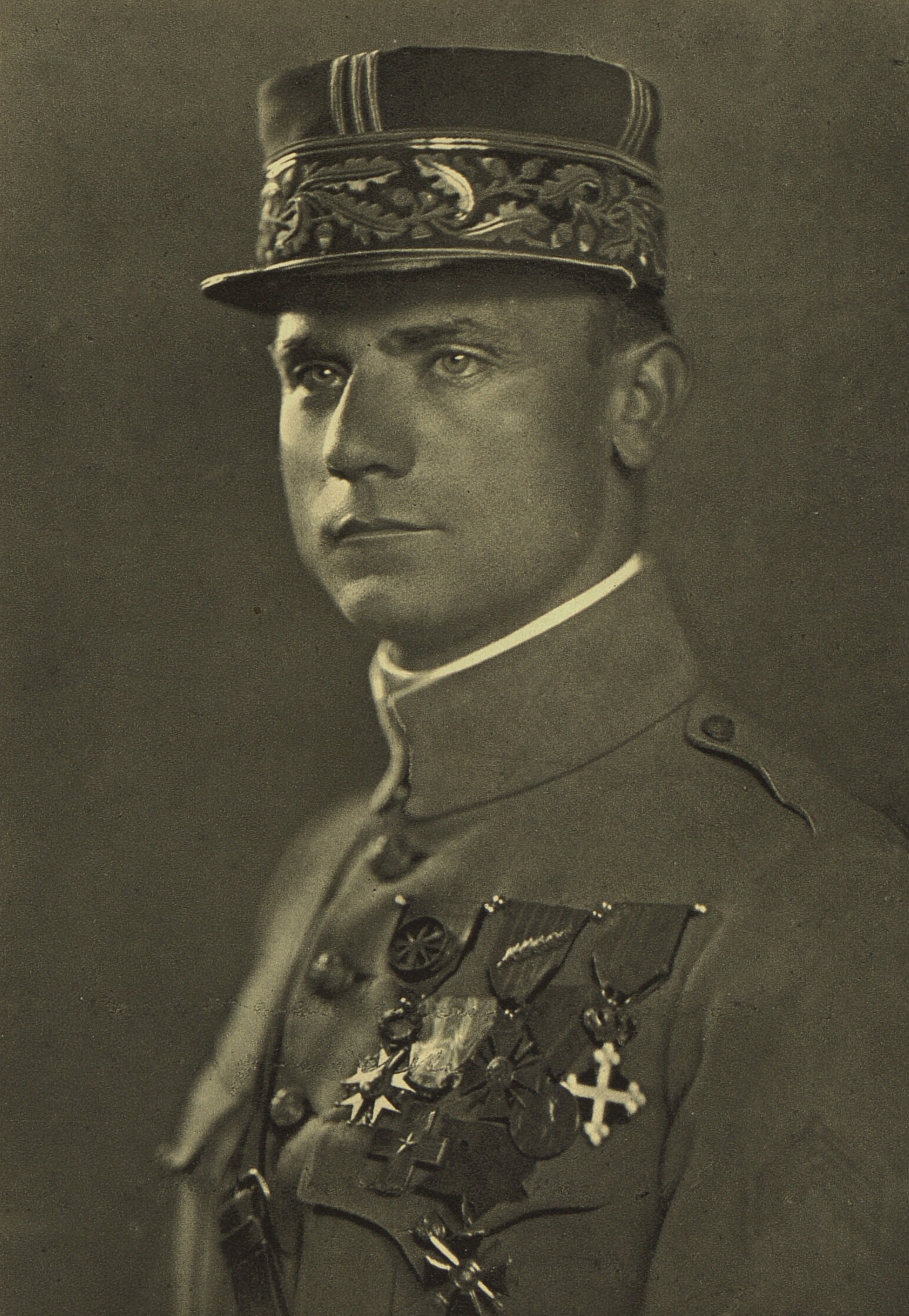
Milan Rastislav Štefánik.

Milan Rastislav Štefánik (1880-1919) est un général slovaque naturalisé français, astronome et aviateur, héros de l’indépendance tchécoslovaque.

## Historique
Ouverte par la Ville de Paris, en 1932, à l'emplacement du bastion no 65 de l’enceinte de Thiers, elle prend sa dénomination actuelle par un arrêté du 10 février 1933.

## Bâtiments remarquables et lieux de mémoire
- Au no 3 de la place, l'ensemble des immeubles de type HBM, construits en 1934, sont l'œuvre de l'architecte français Ali Tur (1889-1977)[2].
- Au centre de la place, au sein d'espaces verts, sont installées deux plaques commémoratives.

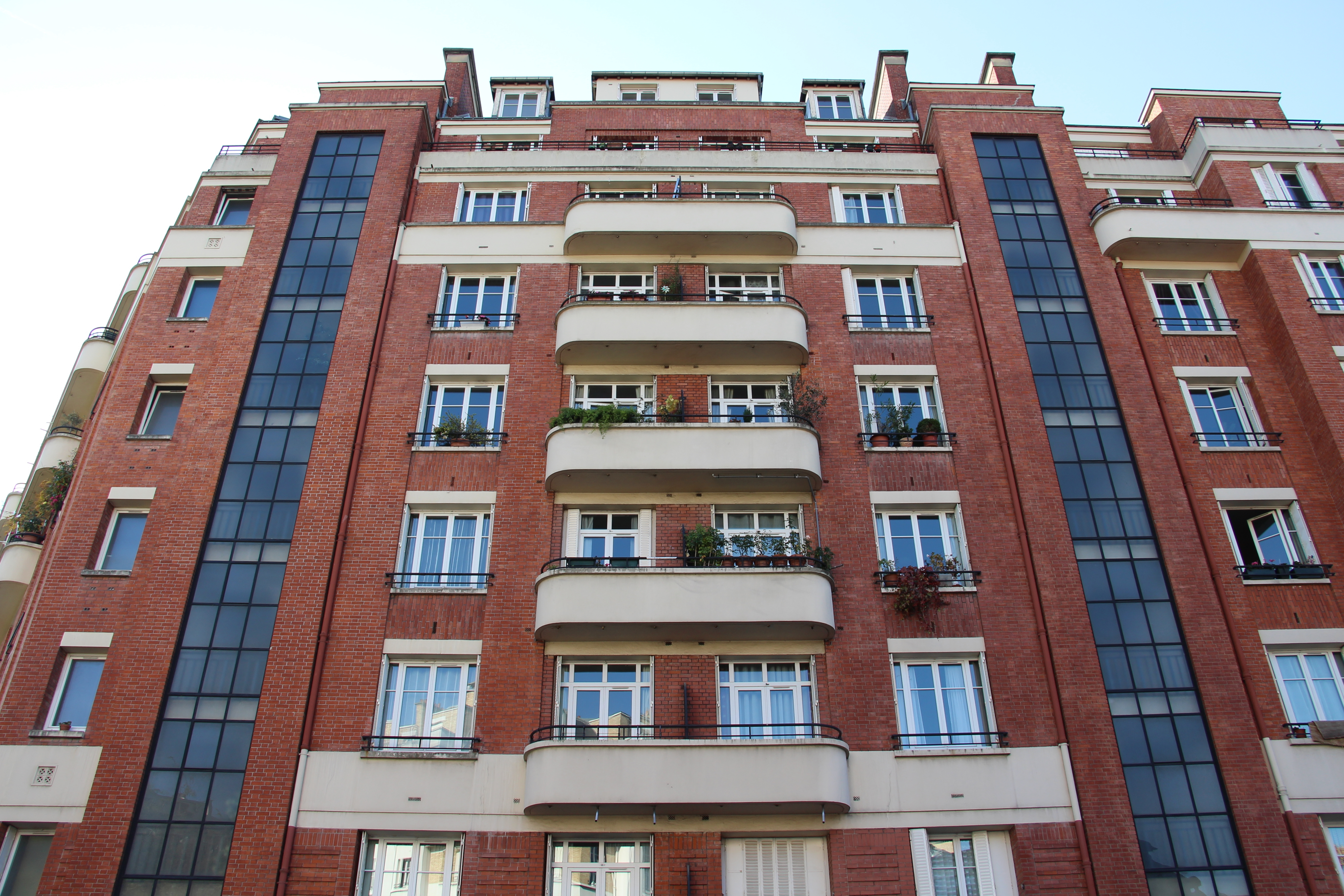
Immeuble d'Ali Tur datant de 1934.
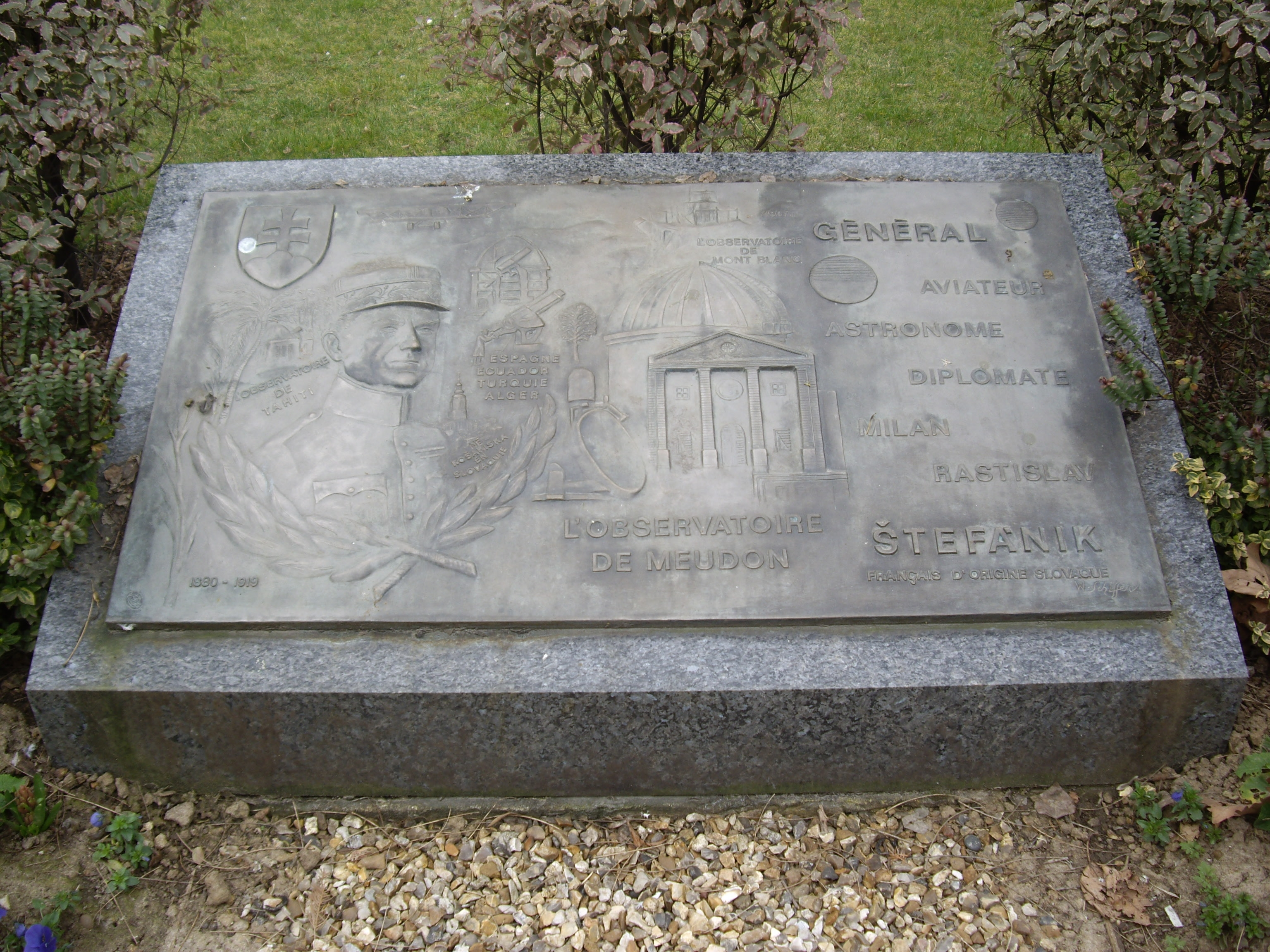
Plaque en mémoire du général Stefanik.
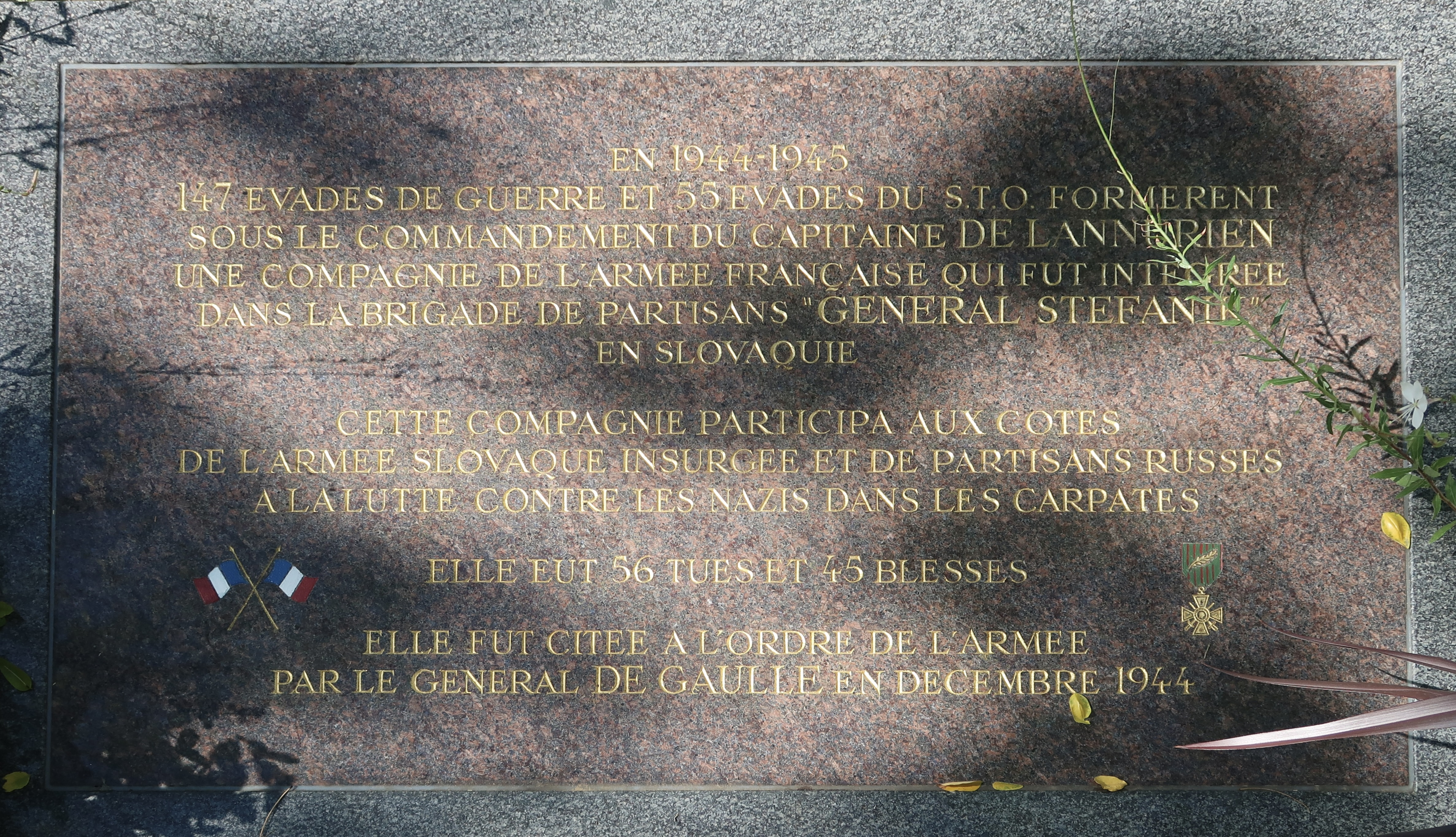
Plaque en mémoire de la brigade Stefanik.